# Fort Deposit, Alabama
Fort Deposit là một thị trấn thuộc quận Lowndes, tiểu bang Alabama, Hoa Kỳ. Dân số năm 2009 là 1156 người, mật độ đạt 79 người/km².